# 이브 생 로랑 (브랜드)
이브 생 로랑(프랑스어: Yves Saint Laurent, YSL) 또는 생 로랑(프랑스어: Saint Laurent)은 이브 생로랑이 만든 패션 브랜드이다.

## 설립
브랜드 생로랑은 패션 디자이너 이브 생 로랑이 배우자인 피에르 베르게와 함께 1961년 프랑스 파리에서 설립한 브랜드이다. 초기 디자이너인 이브 생 로랑을 필두로, 톰 포드, 스테파노 필라티, 에디 슬리만을 거쳐 2016년 4월 안토니 바카렐로가 생 로랑의 크리에이티브 디렉터로 임명되었다.

### 로고
이브 생 로랑에서 Y 그리고 S, L으로 도시적인 남성의 모습을 형상화하여 결합된 로고이다. 이 로고의 이름은 이것을 디자인한 사람의 이름인 카산드라에서 이름을 따왔다.

### 생 로랑 브랜드명
1961년 설립된 이후, 이브 생 로랑의 이름을 따 그의 이름 전체를 사용하였으나, 2012년 당시 이브 생 로랑의 크리에이티브 디자이너였던 에디슬리먼이 브랜드의 이미지를 새롭게 구축하고자 브랜드명을 생 로랑으로 변경하였다. 그리고 글로벌 브랜드 앰버서더는 로제(블랙핑크)

## 역사
- 1962년:캐쥬얼적 요소 사용 오뜨 꾸뛰르 선보임[3]
- 1965년:화가 피에트 몬드리안의 작품에서 영감을 받은 컬러블록드레스 발표
- 1966년:여성 정장에 최초로 팬츠를 도입한 르 스모킹 발표[4]
- 1971년:파리 프레타포르테에서 리브 고시 라인의 첫 컬렉션 개최
- 1982년 12월 ~ 1984년 9월:뉴욕 메트로폴리탄 박물관에서 이브 생 로랑의 전시 개최[5]
- 1993년:이브 생 로랑의 부진으로 프랑스 기업 엘프 사노피에 6억 3천 6백만 달러에 매각. 코스매틱은 엘프 사노피가, 패션은 피에르 베르게와 이브 생 로랑이 경영권을 가져감.[6]
- 1999년:최종적으로 케링그룹에 인수됨
- 2000년:톰 포드의 이브 생 로랑
- 2002년:이브 생로랑의 은퇴
- 2005년:스테파노 필라티의 이브 생로랑
- 2012년:에디 슬리먼의 생로랑
- 2016년:안토니 바카렐로의 생로랑

## 매장
2018년 기준으로 본점이 있는 프랑스를 비롯해 38개의 나라에 매장이 있다. 대한민국에는 18개의 매장이 있으며, 그 중 10개의 매장이 서울에 위치해 있다.
생 로랑의 매장은 검은색과 하얀색으로 이루어져 있다. 올블랙의 매장도, 올화이트의 매장도 존재하긴 하지만, 주로 대리석 문양과 철제 기둥, 거울로 이루어진 매장에 생 로랑의 상품들이 전시된다. 디렉터였던 에디 슬리먼이 매장의 인테리어 또한 직접 디렉팅했다고 알려져있다.

## 상품

### 향수
이브 생 로랑의 향수는 1964년 처음 런칭되었으며, 1964년 여성용 향수 Y를 필두로 현재(2018년)는 BLACK OPIUM까지 출시되었다.

### 가방
2013년 런칭된 퍼머넌트 컬렉션에서 발표된 삭 드 주르는 생 로랑의 대표적인 토트백이다. 생로랑이 지향하는 미니멀리즘과 일치한다.
또한 유명한 가방은 카산드라 그리고 삭드쥬르, 카마시크 등이다.

### 코스메틱
2013년 SBS에서 방영된 드라마 '별에서 온 그대'의 여주인공을 맡은 전지현이 입생로랑의 틴트를 바르고 나오면서 유명세를 탔다. 이후 입생로랑의 바이닐 크림 틴트, 따뚜아쥬 꾸뛰르, 루쥬 볼립떼 샤인이 출시와 동시에 유명세를 탔다.
3년 후인 2016년, 코스메틱 업계의 유행에 따라 출시한 쿠션 '팩트 르 쿠션 엉크르 드뽀' 또한 출시와 동시에 완판되며 그 입지를 굳혔다.